# Caladenia atradenia
Caladenia atradenia é uma espécie de orquídea, família Orchidaceae, do norte e centro norte da Nova Zelândia, onde crescem isoladas ou em grupos esparsos, em charnecas, florestas de eucaliptos, e bosques, esta espécies pertence ao subgênero Stegostyla que se distingue dos outros subgêneros de Caladenia por sua sépala dorsal mais curta que as outras, fortemente côncava, e inclinada sobre a coluna, e pelos calos do labelo de suas flores, bem separados, fortemente clavados, ou seja, com ápices grandes e globulares os basais menores que os distais. São plantas com uma única folha basal pubescente escura e uma inflorescência rija, fina e pubescente, com até cinco flores, com labelo trilobulado de margens denteadas cujos dentes que se parecem com os calos. Suas sépalas laterais e pétalas são similares em forma, tamanho e cor. São maiormente polinizadas por abelhas pequenas.

## Publicação e sinônimos
- Caladenia atradenia D.L.Jones, Molloy & M.A.Clem., Orchadian 12: 221 (1997).

Sinônimos homotípicos:
- Stegostyla atradenia  (D.L.Jones, Molloy & M.A.Clem.) D.L.Jones & M.A.Clem., Orchadian 13: 414 (2001).

Sinônimos heterotípicos:
- Caladenia carnea f. calliniger Hatch, Trans. Roy. Soc. New Zealand, Bot. 2: 187 (1963)